# Thor Henning
Thor Henning (Estocolmo, Suecia, 13 de septiembre de 1894-ídem, 7 de octubre de 1964) fue un nadador sueco especializado en pruebas de estilo braza, donde consiguió ser subcampeón olímpico en 1920 en los 200 y 400 metros.

## Carrera deportiva
En las Olimpiadas de Estocolmo 1912 ganó la plata en los 400 metros estilo braza; cuatro años después, en los Juegos Olímpicos de Amberes 1920 ganó la medalla de plata en 200 y 400 metros estilo braza; y otros cuatro años después, en las Olimpiadas de París 1924 ganó la medalla de bronce en los relevos de 4x200 metros estilo libre.